# Sabal mexicana
Sabal mexicana, llamado comúnmente palmito mexicano o palma de petate, es una especie de la familia de las  Arecaceae nativa de Norteamérica. Está estrechamente emparentado con Sabal guatemalensis, y las dos especies pueden ser sinónimos.

## Descripción
La palma sabal mexicana alcanza una altura 12 a 18 m, con una extensión de 3 a 4 m. El tronco alcanza de 12 15 m en longitud y 30 cm en diámetro; con restos de los peciolos en gran parte de su longitud; hojas de 1 hasta 2 m de largo, pero mucho más grandes cuando el ejemplar es acaulescente (sin tallo o tan pequeño que parece inexistente), peciolo de aproximadamente 1 m de largo y 6 cm de ancho, flores muy numerosas en la raquilla, blancas, fragantes, de 3 a 5 mm de largo; cáliz en forma de cúpula; fruto  de color café negruzco en la madurez, subgloboso, achatado en los extremos, de 12 a 20 mm de ancho; semillas oblatas (más anchas que largas), planas en la base y recurvadas arriba, hasta de 1 cm de ancho, de color café-rojizas. Las frondas en abanico son de 1,5 a 1,8 m (4,9 a 5,9 pies) de par en par y presentan a 90 120 pecíolos sin espinas del cm (35 a 47 pulgadas). Espigas 1,2 a 1,8 m (3,9 a 5,9 pies) con flores bisexuales fértiles de pequeña longitud.  Las drupas son negras cuando maduran y de 12 mm (0,47 pulgadas) de diámetro.

## Distribución y hábitat
En México se encuentra en los estados de: Nuevo León, Tamaulipas, Veracruz, Campeche, Tabasco, Yucatán, Quintana Roo, Sinaloa, Nayarit, Nayarit, Michoacán, Guerrero, Oaxaca, Chiapas, Coahuila, Zacatecas, San Luis Potosí, Querétaro, Hidalgo y Puebla.

Fuera de México, se distribuye  en el sur de Texas y Centroamérica.
Es una especie característica de zonas secas y muy secas. Crece y se desarrolla en suelos poco profundos, bien drenados y de tipo arcilloso calcáreo. A menudo se encuentran rodales sobre laderas escarpadas con pendientes fuertes, con moderada a alta pedregosidad, en suelos un poco alcalinos.  Se distribuye en rangos altitudinales de 0 a 1400 m s. n. m.

## Estado de conservación
La hoja es muy apreciada para elaborar diversos tipos de artesanías y en el techado de casas, así como el tejido tradicional mexicano conocido como «Petate». Los frutos son comestibles y se usan como alimento para el ganado; los ápices del tallo son comestibles y constituyen el “palmito”; los troncos se emplean para hacer cercas y construcciones rústicas. Es una especie con un rango amplio de distribución, no se encuentra bajo ninguna categoría de la NOM-059- ECOL- SEMARNAT- 2010 en México, tampoco se encuentra bajo alguna categoría de protección de acuerdo a la UICN.  No obstante, la NOM-006-1997 rige su aprovechamiento, transporte y almacenamiento de hojas, no solo para esta especie sino para todas las palmas en México.

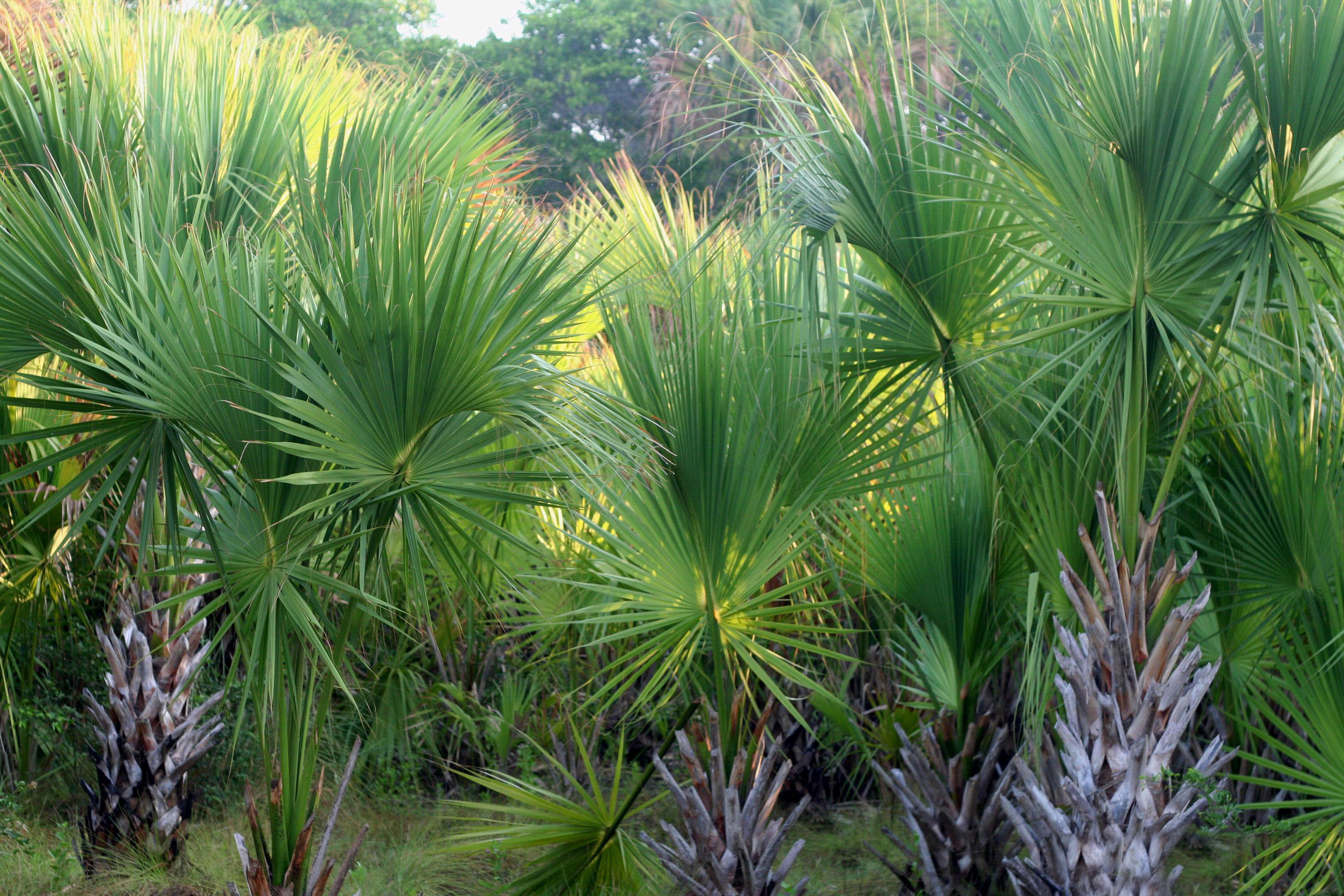
Vista de la planta

## Taxonomía
Sabal mexicana fue descrita por  Carl Friedrich Philipp von Martius y publicado en Historia Naturalis Palmarum 3: 246–247, pl. 8. 1839.
Etimología
Sabal: nombre genérico de origen desconocido, quizás basado en un nombre vernáculo.
mexicana: epíteto geográfico que indica su localización en México.

## Nombres comunes
Entre sus nombres comunes se incluyen palmito mexicano, Texas palmetto, Texas sabal palm, Río Grande palmetto, palma de Mícharos y guano redondo.